# Меммінген (аеропорт)

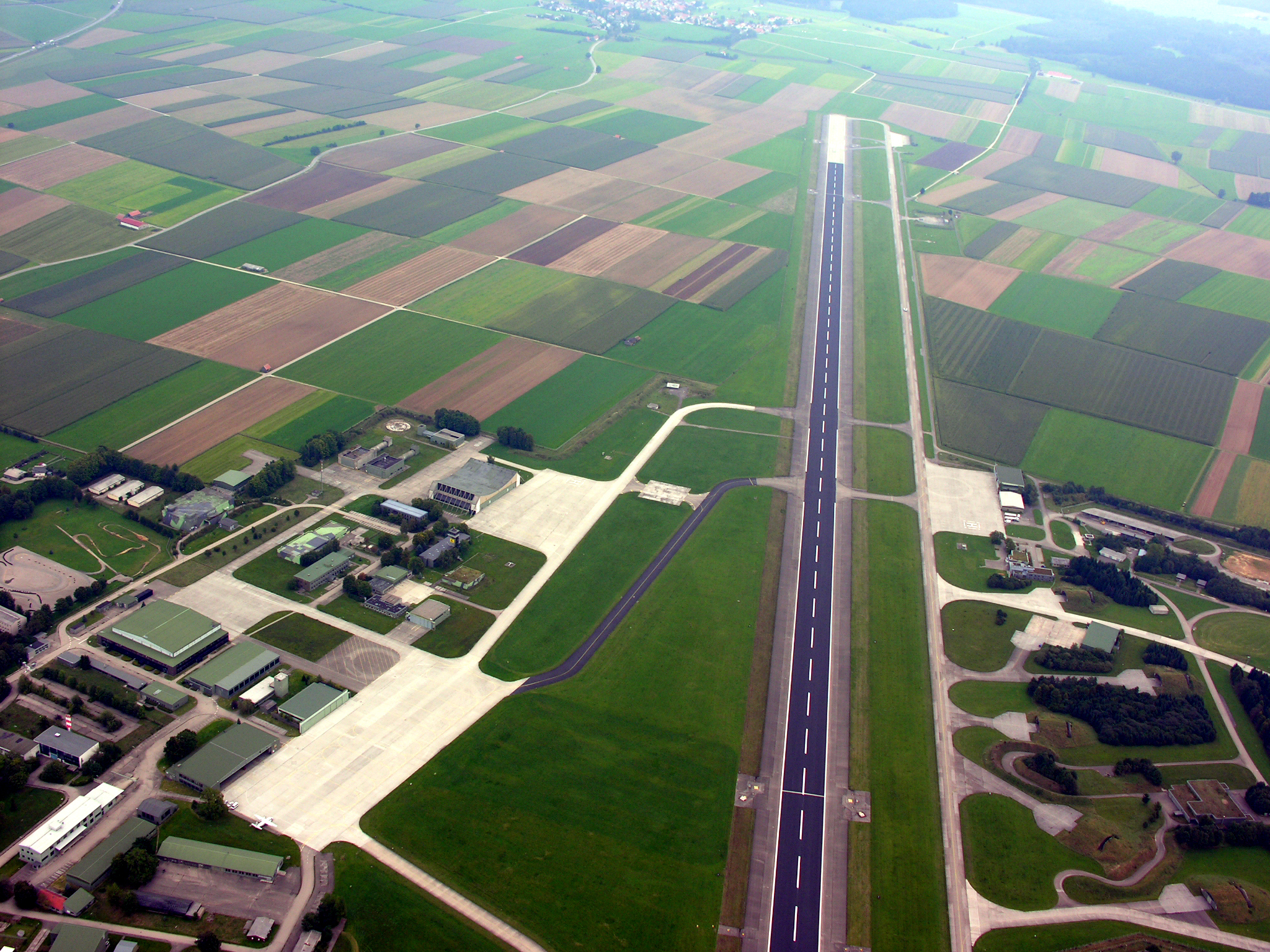
Вид на територію аеропорту з висоти (2005)

Аеропорт Меммінген ((IATA: FMM, ICAO: EDJA), нім. Flughafen Memmingen; також — нім. Allgäu Airport, нім. Flughafen Memmingerberg, нім. Flughafen München-West) — невеликий пасажирський аеропорт, розташований у Верхній Швабії, регіон Альгой (нім. Allgäu) поблизу міста Меммінген, за 110 км від міста Мюнхен. Під'їзд до аеропорту забезпечує федеральна автотраса А96 Мюнхен — Ліндау, функціонує регулярне автобусне сполучення з містами Мюнхен, Санкт-Галлен, Нюрнберг та Цюрих.
Аеропорт є хабом для:
- Ryanair

## Історія
Аеропорт побудовано у 1936 році.
в 1936-1945 роках функціонував як військове летовище першого класу. В 1944–1945 аеропорт періодично піддавався бомбардуванням сил союзників та через руйнацію споруд та ЗПС функціонував лише періодично. Останній бомбовий наліт на аеродром здійснили сили союзників 23 квітня 1945 року, після чого невдовзі аеродром та місто Меммінген без бою взяли представники Збройних сил США.
З 1945 по 1953 роки ті споруди аеродрому, що вціліли, використовувалися для розміщення внутрішньо-переміщених осіб та переселенців.
З 1954 року територія аеродрому використовувалася як навчальна база ВПС США.
З 1959 по 2003 рік аеродром слугував базою авіаційного полку винищуваців та бомбардувальників № 34 ВПС ФРН. Обслуговування аеродрому здійснювали близько 2400 військових та цивільних спеціалістів.
У 1966–1996 роках, серед іншого, на території аеродрому зберігалася частина американського ядерного арсеналу. Охорону арсеналу забезпечували близько 400 американських військових, які займали окрему частину аеродрому.
У 2002 році група підприємців регіону заснувала транспортне підприємство (пізніше перейменоване на Allgäu Airport GmbH & Co. KG), яке зацікавилося можливістю використання військового аеродрому у цивільних цілях — як регіонального аеропорту. Підготовку до цього було розпочато ще до закриття військового аеродрому — в липні 2002 року було подано заявку на зміну цільового призначення аеродрому та початок його цивільної експлуатації.
У 2003 році в результаті реформи структури збройних сил та військово-повітряних сил ФРН авіаполк було розформовано, після чого 30 березня 2004 було остаточно закрито і сам військовий аеродром. Від 1 квітня 2004 року комплекс аеродрому та прилегла територія належали Федеральному Міністерству фінансів ФРН. Вже 20 липня 2004 року був отриманий дозвіл на експлуатацію «регіонального транспортного аеропорту Альгой».
Використання аеродрому як цивільного офіційно розпочалося 5 серпня того ж року, хоча перший політ регулярних чи чартерних авіаліній відбувся лише навесні 2005 року — під час проведення Ганноверського ярмарку перші щоденні перельоти здійснювала компанія Dauair. Через слабкий попит та фінансові причини авіаперевезення було зупинено вже через кілька місяців. Компанія планувала розпочати регулярні польоти до Дортмунду та Ростоку, але так і не спромоглася цього зробити через власне банкрутство у 2006 році.
У 2005–2006 аеропорт отримав інвестиційне фінансування від міської ради та Землі Баварія, тож у 2007 році було завершено реконструкцію та розширення аеропорту та його споруд.
Постійну експлуатацію аеропорту розпочала влітку 2007 року бюджетна авіакомпанія TUIfly, до якої згодом доєдналася ірландська бюджетна авіакомпанія Ryanair, та деякі інші.
7 серпня 2009 року угорська бюджетна авіакомпанія WizzAir здійснила перший авіарейс Київ-Бориспіль — Меммінген. Пізніше певний час також здійснювалися регулярні перельоти за маршрутами Львів-Меммінген-Львів та Донецьк-Меммінген-Донецьк.
За станом на червень 2015 року WizzAir виконує лише один регулярний авіарейс Київ (Жуляни) — Меммінген — Київ (Жуляни) (W6 7305 / W6 7306) по вівторках, четвергах та суботах.

## Авіалінії та напрямки
| Авіакомпанія      | Пункт призначення |
| ----------------- | --- |
| Corendon Airlines | Сезонний: Анталія |
| People's          | Сезонний чартер: Кальві, Неаполь |
| Pobeda            | Москва-Внуково |
| Ryanair           | Аліканте, Афіни, Баня-Лука, Единбург, Фес, Фару, Лісабон (з 27 жовтня 2019), Лондон-Станстед, Львів, Малага, Палермо, Пальма-де-Мальорка, Порту, Севілья, Софія, Стокгольм-Скавста, Тель-Авів-Бен-Гуріон, Тенерифе-Південний, Салоніки, Варшава-Модлін Сезонний: Альгеро, Бургас, Ханья, Дублін, Жирона, Задар |
| Wizz Air          | Белград, Бухарест, Кишинів, Клуж-Напока, Київ-Жуляни, Кутаїсі, Ніш, Охрид (з 1 липня 2019), Подгориця, Приштина, Сібіу, Скоп'є, Софія, Сучава (з 17 червня 2019), Тиргу-Муреш, Тімішоара, Тирана (з 1 вересня 2019), Тузла, Варна                                                                              |

## Статистика

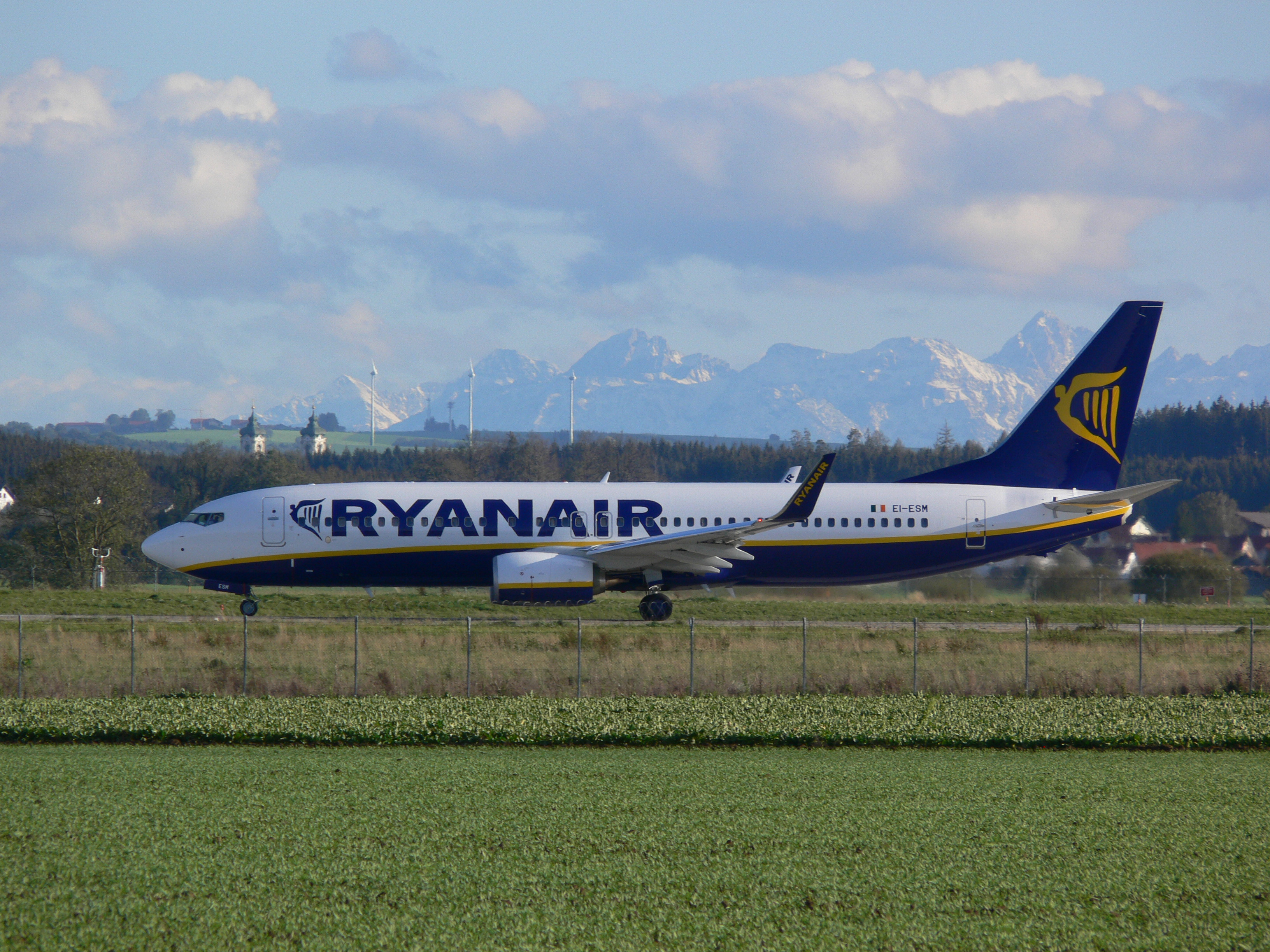
Ryanair Boeing 737-800 в аеропорту Меммінген на тлі Баварських Альп

|      | Пасажирообіг |
| ---- | ------------ |
| 2008 | 462,000      |
| 2009 | ▲ 810,000    |
| 2010 | ▲ 911,609    |
| 2011 | ▼ 764,782    |
| 2012 | ▲ 869,937    |
| 2013 | ▼ 838,971    |
| 2014 | ▼ 750,000    |
| 2015 | ▲ 883,490    |
| 2016 | ▲ 996,714    |
| 2017 | ▲ 1,179,875  |
| 2018 | ▲ 1.492.553  |